# Maison Mazet
Pour les articles homonymes, voir Mazet (homonymie).
La Maison Mazet est une entreprise agroalimentaire française, spécialisée dans la confiserie et fondée en 1903 par Léon Mazet à Montargis dans le département du Loiret. La maison doit notamment sa renommée à la prasline Mazet appelée aussi prasline de Montargis, une amande caramélisée. Le nom de la société est Mazet de Montargis.

## Géographie
Le siège social est situé au 43 de la rue du Général-Leclerc à Montargis, dans l'est du département du Loiret et de la région Centre-Val de Loire.
La société exploite trois boutiques, deux d'entre elles place Mirabeau dans le centre-ville de Montargis, la troisième dans le quatrième arrondissement de Paris, dans le  quartier du Marais, au 37 de la rue des Archives.
Le laboratoire de fabrication est situé dans l'agglomération montargoise dans la rue des Bourgoins à Amilly.

## Histoire
À l'âge de 15 ans, Léon Mazet est l'apprenti confiseur de son oncle Georges Forest, habitant à Bourges. De 1893 à 1901, il parcourt les meilleures maisons de France et d'Angleterre puis, travaille pour la compagnie britannique Cunard Line à bord d'un paquebot transatlantique de luxe.
La maison Mazet est fondée en 1903. Léon Mazet et sa femme Jeanne Vieillard, fille de chocolatier, s'installent à Montargis en rachetant la confiserie de monsieur Huet ainsi que la recette de la prasline détenue par sa boutique située dans la rue du Loing (actuelle rue du général-Leclerc).
En 1920, le couple fait construire un immeuble néo-gothique pour y installer une nouvelle boutique Au Duc de Praslin, sur la place Mirabeau.
En 1925, Léon Mazet fait appel à la publicité. Après avoir implanté sa première manufacture « Le moulin à Tan » à Montargis, Léon Mazet créé l’Amanda, une nougatine aux amandes enrobée de chocolat noir.
La marque « Prasline de Montargis » est déposée en 1926.
Épaulé par sa fille Jacqueline et Guy Digeon, son gendre, Léon Mazet continue de mener son entreprise.
En 1979, un incendie détruit Le moulin à Tan. Guy Digeon et son fils Benoît décident de reconstruire une nouvelle manufacture dans la banlieue montargoise à Amilly.
De 1987 aux années 2010, Benoît Digeon est le directeur de la Maison Mazet, avant de passer la main à Hugues Pouget.
En 2003, l'entreprise fête ses 100 ans d'existence.
En mars 2012, la société ouvre une boutique à Paris.
En 2018, Mazet ouvre son école du praliné juste à côté de sa boutique historique, en collaboration avec le chef pâtissier Hugues Pouget (Hugo & Victor). Pâtisseries et cours de cuisine y sont proposés.

## Activités
En 2012, le produit phare de l'entreprise, la praline, est vendu dans 1 800 points de vente en France et exporté dans 36 pays.